# Lithiumacetaat
Lithiumacetaat is het lithiumzout van azijnzuur, met als brutoformule CH3COOLi. De stof komt voor als witte kristallen, die zeer goed oplosbaar zijn in water. Lithiumacetaat vormt ook een dihydraat.

## Synthese
Lithiumacetaat kan bereid worden door reactie van lithiumhydroxide of lithiumcarbonaat met azijnzuur:
{\displaystyle {\ce {LiOH + CH3COOH -> CH3COOLi + H2O}}}
{\displaystyle {\ce {Li2CO3 + 2CH3COOH -> 2CH3COOLi + H2O + CO2}}}

## Kristalstructuur
Lithiumacetaat kristalliseert als dihydraat uit in een orthorombische kristalstructuur. Het behoort tot de ruimtegroep Cmm2 en de parameters van de eenheidscel bedragen:
- a = 6,86 Å
- b = 11,49 Å
- c = 6,59 Å

De watervrije kristallen bezitten een trikliene structuur en behoren tot ruimtegroep P1. De parameters van de eenheidscel bedragen:
- a = 9,29 Å
- b = 12,13 Å
- c = 6,76 Å
- α = 101° 0'
- β = 100° 19'
- γ = 105° 5'

## Toepassingen
Lithiumacetaat wordt in het laboratorium gebruikt als buffer bij de gel-elektroforese van DNA en RNA. Het bezit een lagere elektrische geleidbaarheid en bijgevolg is de warmteontwikkeling een stuk lager dan wanneer de klassieke TAE-buffer wordt gebruikt. Op die manier kan de aangelegde spanning verhoogd worden en kan de elektroforese versneld worden. Wanneer kleinere DNA-fragmenten dienen te worden gescheiden wordt echter gebruikgemaakt van een lithium- of natriumboraatbuffer, omwille van de hogere resolutie.
Verder wordt lithiumacetaat gebruikt als corrosie-inhibitor in polyfenylsulfideharsen en als katalysator bij de productie van polyesters, alkydharsen en acrylpolymeren.